# Kubangpari
Kubangpari is een bestuurslaag in het regentschap Brebes van de provincie Midden-Java, Indonesië. Kubangpari telt 5266 inwoners (volkstelling 2010).